# アマナト
アマナト（Аманат, 信託）は、約76万人の党員を擁するカザフスタン共和国最大の政党。2022年以降、同国大統領であるカシムジョマルト・トカエフが党首を務めている。政党の前身である「オタン」（祖国）は1999年2月12日に、幾つかの親大統領派政党が合併して結成された。議会において新政党が出す法案はほとんどが政府を支持するものだった。2022年3月1日以前の党名はヌル・オタンであった。

## 歴史
2004年の議会選挙では、オタン党は60.6％の票を獲得し、過半数以上の議席を確保した。
2006年9月25日、オタンは、ヌルスルタン・ナザルバエフ大統領の娘のダリガ・ナザルバエフが党首を務める政党「アサル」と合併し、さらに4議席増やした。ダリガは党副代表となった。
2006年12月、市民党と農業党がアサル党に倣い、オタン党と合併することが発表され、3分の2の議席を占めることになった。ナザルバエフは、「全ての政党がオタン党に統合することを期待している。」と述べた。続いて開かれた12月22日の党大会の代議員投票によって、党名を「ヌル・オタン」に変更することが決まった。
2007年8月18日の議会選挙では、得票率88.05％で比例代表選出分の全議席を獲得した。
2012年1月15日の議会選挙では、80.99％の得票率で、比例代表制選出分の99議席中83議席を確保した。
2016年3月20日の下院選も、82.15％の得票率で圧勝した。
2021年1月10日執行の下院選挙では全体の71.09％を得票し、76議席を獲得した。
2021年11月23日、前大統領のナザルバエフが党議長を辞任する旨を表明した。2022年1月28日、現職大統領のカシムジョマルト・トカエフが新議長に選出され、国の全権を完全に掌握した。
2022年3月1日、臨時党大会で党名を、「未来への信託」を意味する「アマナト」に変更。